# Pheletes aeneoniger
Pheletes aeneoniger is een keversoort uit de familie kniptorren (Elateridae). De wetenschappelijke naam van de soort is voor het eerst geldig gepubliceerd in 1774 door DeGeer.